# Cankuzo
Cankuzo est une ville, capitale de la province de Cankuzo, située dans l'est du Burundi.

## Source
- (en) Cet article est partiellement ou en totalité issu de l’article de Wikipédia en anglais intitulé « Cankuzo » (voir la liste des auteurs).